# 金汉珍
金汉珍（1920年8月—2020年2月7日），女，浙江绍兴人，中国儿科学专家。复旦大学附属儿科医院终身教授。

## 生平
1920年8月生于湖北汉口。祖籍浙江绍兴。1945年，毕业于国立上海医学院医学系。1945年至1952年，在复旦大学附属华山医院儿科工作，1952年参与创建复旦大学附属儿科医院，1953年创建儿科医院新生儿科，任第一任新生儿科主任。1960年担任研究生导师。1979年在中国率先创办“全国新生儿医学学习班”，向各地学员传授新生儿医学知识。1984年晋升博士生导师，1987年主办第一届全国新生儿学术会议。
曾任卫生部医学科学委员会儿科学专题委员会委员、中华医学会围产医学分会首届副主任委员、中华医学会儿科学分会常务委员、全国新生儿学组第一任组长。参与“肺表面活性物质治疗新生儿呼吸窘迫综合症”国家级课题。主编《实用新生儿学》第一至三版，《儿科疾病处方》《母婴血型不合新生儿溶血病》等医学书籍。是第二至七届上海市政协委员（1958年10月－1993年4月）。2008年获复旦大学附属儿科医院“终身教授”荣誉称号。2014年获中华医学会儿科分会授予的“中国儿科医师终身成就奖”。
2020年2月7日8时38分在上海逝世，终年100岁。